# M–10002
A M–10002 egy B-B+B-B tengelyelrendezésű áramvonalas dízelmozdony-sorozat volt, melyet az amerikai General Motors Electro-Motive Division gyártott. A mozdonyból összesen egy db-ot gyártottak 1936-ban.